# 10 złotych wzór 1959 Mikołaj Kopernik
10 złotych wzór 1959 Mikołaj Kopernik – moneta dziesięciozłotowa, wprowadzona do obiegu 1 lipca 1959 r. zarządzeniem z 5 czerwca 1959 r. (M.P. z 1959 r. nr 56, poz. 271), wycofana 1 stycznia 1978 zarządzeniem Ministra Finansów z dnia 21 maja 1977 r. (M.P. z 1977 r. nr 14, poz. 79).
Monetę bito z datami rocznymi 1959 oraz 1965 w ramach serii tematycznej Wielcy Polacy.

## Awers
W centralnym punkcie umieszczono godło – orła bez korony, po obu stronach orła rok bicia, dookoła napis „POLSKA RZECZPOSPOLITA LUDOWA”, na dole napis „ZŁ 10 ZŁ”, a na monecie z 1965 roku, pod łapą orła dodano znak mennicy w Warszawie.

## Rewers
Na tej stronie monety znajduje się wizerunek Mikołaja Kopernika i napis „MIKOŁAJ KOPERNIK”, a z prawej strony na dole monogram JG, od pierwszych liter imienia i nazwiska projektanta.

## Nakład
Monetę bito w Mennicy Państwowej w miedzioniklu MN19, na krążku o średnicy 31 mm, masie 12,9 grama, z rantem ząbkowanym, według projektu Józefa Gosławskiego. Nakłady monety w poszczególnych latach przedstawiały się następująco:
| Rocznik         | Typ rewersu      | Znak mennicy | Nakład (sztuk) | Uwagi                                                 |
| --------------- | ---------------- | ------------ | -------------- | ----------------------------------------------------- |
| 10 złotych 1959 | Mikołaj Kopernik |              | 12 558 865     | istnieją monety bez monogramu projektanta na rewersie |
| 10 złotych 1965 | Mikołaj Kopernik | MW           | 3 000 000      |                                                       |

## Opis
Dziesięciozłotówkę wprowadzono do obiegu razem z 10 złotych wzór 1959 Tadeusz Kościuszko w celu wycofania banknotu o tym samym nominale, będącym w obiegu od dnia reformy walutowej z 1950 r. Moneta została zastąpiona dziesięciozłotówką wzór 1967 Mikołaj Kopernik, różniącą się jedynie zmniejszoną do 28 mm średnicą.
Do wprowadzenia w 1975 roku dziesięciozłotówek o średnicy 25 mm, moneta krążyła w obiegu razem
- ze swoją następczynią z Mikołajem Kopernikiem o zmniejszonej średnicy (wzór 1967, ɸ28 mm),
- z dziesięciozłotówkami z Tadeuszem Kościuszką (wzór 1959, ɸ31 mm) i (wzór 1969, ɸ28 mm),
- z czterema okolicznościowymi dziesięciozłotówkami o średnicy 31 mm i
- z dziewięcioma okolicznościowymi dziesięciozłotówkami o średnicy 28 mm[5].

Po wprowadzeniu w 1975 roku dziesięciozłotówek z Bolesławem Prusem i Adamem Mickiewiczem o średnicy 25 mm, wszystkie te monety krążyły razem w obiegu, aż do 1 stycznia 1978 roku, kiedy to dziesięciozłotówki o średnicach 31 i 28 mm zostały wycofane.

## Wersje próbne
Istnieje wersja tej monety należąca do serii próbnej w niklu (rok 1959) z wypukłym napisem „PRÓBA”, wybita w nakładzie 500 sztuk. Katalogi informują również o istnieniu wersji próbnych technologicznych w aluminium (1959, bez napisu „PRÓBA”, 10 sztuk), w aluminium (1965, bez napisu „PRÓBA”, 5 sztuk), w miedzioniklu (1965, nakład nieznany).
W serii monet próbnych w niklu wybito, z datą 1960, konkurencyjny projekt dziesięciozłotówki obiegowej, z kołem zębatym i napisem „10 zł” na rewersie. W roku 1973 wybito również próbę niklową dziesięciozłotówki o niezmienionym rysunku, a średnicy zmniejszonej do nowego standardu, tj. 25 mm.